# Oriolus cruentus
Oriolus cruentus е вид птица от семейство Oriolidae.

## Разпространение
Видът е разпространен в Индонезия и Малайзия.